# Donglan
Donglan léase Dong-Lan (en chino, 东兰县; pinyin, Dōnglán xiàn; literalmente, ‘la orquídea del oriente’, en zhuang, Fungsanh yen) es un condado bajo la administración directa de la Prefectura Hechi en la Región autónoma de Guangxi, República Popular China. Su área es de 2436 km² y su población total para 2020 superó los 200 mil habitantes.

## Demografía
Según estimaciones de 2007, contaba con 278.000 habitantes, el 85% de los cuales pertenece al grupo étnico de los zhuang. Es, por tanto, uno de los lugares con mayor concentración de población zhuang.

## Administración
Desde octubre de 2022, el condado de Donglan se divide en 14 pueblos que se administran en 6 poblados, 7 villas y 1 villa étnica.